# Tomoya Nagase
Pour les articles homonymes, voir Nagase.
 (octobre 2008).
Tomoya Nagase (長瀬 智也, Nagase Tomoya) est né le 7 novembre 1978 à Aoba-ku, Yokohama (Japon). Il est l'ancien chanteur du groupe Tokio (J-Pop/J-Rock), et aussi un acteur, connu sous les noms suivants : " Nagase, Naga-kun, Tomo-kun, Tomoya, Baby et Tomobaby " En 2007, il a rompu avec sa petite amie de longue date Ayumi Hamasaki, une des chanteuses les plus populaires du Japon.
Il est entré dans la grande société Johnny's Entertainment à l'âge de  12 ans. Comme tous les "Johnny's", il commença par être danseur dans les groupes déjà populaires du label, tel que  " SMAP ", entre autres. Puis, le 21 septembre 1994 après le départ de Kojima Hiromu (ancien chanteur du groupe)qu'il sort avec son groupe "TOKIO" leur premier single "Love you only". Puis comme la plupart des "Johnny's", il commença une carrière d'acteur, son premier Drama (série japonaise) intitulé "Twins Kyoushi (ツインズ教師)" sortant en 1993. Le 22 juillet 2020, il annonce son départ de Tokio ainsi que Johnny's Entertainment. 
- Taille: 1,85 m
- Poids: 64 kg
- Famille : Parents divorcés, une sœur ainée, deux nièces et un neveu.

## Filmographie

### Dramas
- 1993 : Twins Kyoushi
- 1994 : Ari yo Saraba
- 1995 : Saikou no Kataomoi : Tetsu Asou
- 1995 : Kakeochi no Susume
- 1995 : Koibito Yo
- 1996 : Hakusen Nagashi : Wataru Ookouchi
- 1996 : Dear Woman
- 1997 : Ryoma ga Yuku
- 1997 : Apples and Oranges 4 : Katsuhiko Kiru
- 1997 : Dangerous Angel X Death Hunter (DxD) : Satoru Aizawa
- 1997 : Hakusen Nagashi - 19 no Haru : Wataru Ookouchi
- 1998 : Days : Tetsuya Yabe
- 1998 : Love to Eros : Jiro Goda
- 1999 : Ringu Saishoshu : Ryuji Takayama
- 1999 : Hakusen Nagashi: Hatachi no Kaze : Wataru Ookouchi
- 1999 : Sea Side Love (Suna no Ue no Koibitotachi)
- 2000 : Ikebukuro West Gate Park : Makoto Majima
- 2001 : Mukodono ! : Yuichiro Sakuraba
- 2001 : Hakusen Nagashi: Tabidachi no Uta : Wataru Ookouchi
- 2001 : Handoku : Ichiban Hazama
- 2002 : Big Money : Norimichi Shirato
- 2002 : Yan Papa : Yuusaku Mabuchi
- 2003 : Mukodono (2003) : Yuichiro Sakuraba
- 2003 : Futari : Yoshiyuki Kamagata
- 2003 : Hakusen Nagashi: 25-sai : Wataru Ookouchi
- 2004 : My Life After Her Death : Hajime Ansai
- 2004 : Otouto
- 2005 : Akechi Kogorou VS Kindaichi Kousuke : Kousuke Kindaichi
- 2005 : Tiger & Dragon : Toraji Yamazaki/Kotora Hayashiatei
- 2005 : Hakusen Nagashi: Yume Miru Goro o Sugitemo : Wataru Ookouchi
- 2006 : My Boss, My Hero : Makio Sakaki
- 2007 : Utahime : Taro Shimanto/Akira Koizumi
- 2009 : Karei naru Spy : Yoroi Kyosuke
- 2010 : Unubure Deka : Unubore
- 2010 : Miporin no Ekubo : Okazaki Teruo
- 2013 : Nakuna, Hara-chan : Hara
- 2013 : Kurokouchi : Keita Kurokouchi
- 2016 : Fragile : Keiichiro Kishi
- 2017 : Gomen, Aishiteru : Ritsu Okazaki

### Films
- 2002 : Seoul : Hayase Yutaro
- 2005 : Mayonaka no Yaji-san Kita-san : Yaji
- 2007 : Sword of the Stranger : Nanashi
- 2009 : Heaven's Door : Aoyama Katsuhito
- 2016 : Too Young To Die! : Killer K
- 2018 : Soratobu taiya (空飛ぶタイヤ?) de Katsuhide Motoki : Tokuro Akamatsu

### Publicités
- Gree (Doriland)
- Lotte Toppo
- Subaru
- Eneos - Tokio
- Suntory Dry
- FujiFilm Color Printing
- Mazda Zoom Zoom
- Uniqlo
- Bepu - Tokio
- XBOX 360 - Tokio
- Kirin
- Hitachi
- Docomo
- Body wild

## Récompenses
- 45e Television Academy Awards : Meilleur Acteur - Tiger & Dragon (2005)
- Nikkan Sports Film Awards : New Actor Award - Seoul (2002)
- 41e Television Academy Awards : Meilleur Acteur - Mukodono! (2001)